# Ель-Пего
Ель-Пего (ісп. El Pego) — муніципалітет в Іспанії, у складі автономної спільноти Кастилія-і-Леон, у провінції Самора. Населення — 358 осіб (2010).
Муніципалітет розташований на відстані близько 180 км на північний захід від Мадрида, 29 км на південний схід від Самори.

## Демографія
Динаміка населення (INE ):